# Agathe de Lorraine
Agathe de Lorraine, née vers 1120 et morte en avril 1147, est la femme de Renaud III, Comte de Bourgogne,. C'est la fille de Simon Ier, Duc de Lorraine et de son épouse Adélaïde de Louvain.
Les enfants de Agathe et de son époux sont :
- Béatrice Ire, comtesse de Bourgogne[4] ;
- Cinq autres enfants — trois garçons et deux filles — morts en bas âge.

Elle tombe malade en mars 1147 avant de mourir deux semaines plus tard.